# Tobias Hoesl
Tobias Hoesl, né le 29 septembre 1961 à Munich, est un acteur allemand.

## Biographie
Né à Munich, Tobias Hoesl étudie à la Hochschule für Musik und Theater München, à la Folkwang Universität de Bochum, et à la School of American Ballet à New York.
Il est repéré pour un petit rôle dans la mini série Et la vie continue de Dino Risi. Entre 1985 et 1991, il joue dans des films d'Egon Günther, Luigi Comencini ou encore Claude Chabrol. Son rôle de Jakub dans Perinbaba (1985) de Juraj Jakubisko lui donne une popularité durable en Slovaquie. Il joue également dans le film pour enfants norvégien Kvitebjørn kong Valemon (Der Eisbärkönig en allemand) en 1991.
Il tourne ensuite pour la télévision, dans des séries télévisées populaires en Allemagne, mais aussi dans des productions françaises comme Catherine Courage, Terre indigo et La Saison des immortelles. Il participe au Retour de Sandokan en 1996.

## Filmographie choisie

### Télévision
- 1984 : Et la vie continue de Dino Risi
- 1987 : Le Renard
- 1988 : La Maison du canal de Josef Rusnak
- 1988 : Inspecteur Derrick (ép. 161) : Harald Kernbacher
- 1992 : Inspecteur Derrick (ép. 217)
- 1993 : Catherine Courage : Paul Grandjean
- 1995 : Tatort (épisode 307) : Richard Heiger
- 1996 : Un cas pour deux (un épisode)
- 1996 : Terre indigo : Yan
- 1996 : Le Retour de Sandokan : James Guilford
- 1996 : Inspecteur Derrick (ép. 276) : Pornocchio
- 1999 : Klinik unter Palmen : Ulf Wallin
- 2001 : Soko brigade des stups (un épisode)
- 2009 : Stauffenberg : La Véritable Histoire : Friedrich Freiherr von Broich
- 2010 : Meine wunderbare Familie auf neuen Wegen : Kurt Schiller
- 2010 : La Saison des immortelles
- 2012-2013 : Le Tourbillon de l'amour : Ari Fleischmann
- 2012 : Inga Lindström: Vier Frauen und die Liebe : Johann Sondermann
- 2013 : Die Rosenheim-Cops (un épisode)
- 2021 : Souls : Jonathan Beskizza

### Cinéma
- 1985 : Morenga d'Egon Günther : Treskow
- 1985 : Perinbaba de Juraj Jakubisko : Jakub
- 1986 : La storia de Luigi Comencini : Günther
- 1986 : Les Mines du Kilimandjaro de Mino Guerrini : Ed Barcley
- 1987 : Paví pírko de Petr Weigl : Plavko
- 1990 : Docteur M de Claude Chabrol : Achim
- 1991 : Kvitebjørn kong Valemon d'Ola Solum : le roi Valemon